# Эскадренные миноносцы типов U и V
Эскадренные миноносцы типов «U» и «V» — тип эскадренных миноносцев, состоявший на вооружении Королевских ВМС Великобритании в период Второй мировой войны. Заказ на 16 кораблей типов «U» и «V» был выдан в 1941 году. Эсминцы вошли в строй в 1943-44 гг.

## История создания и особенности конструкции

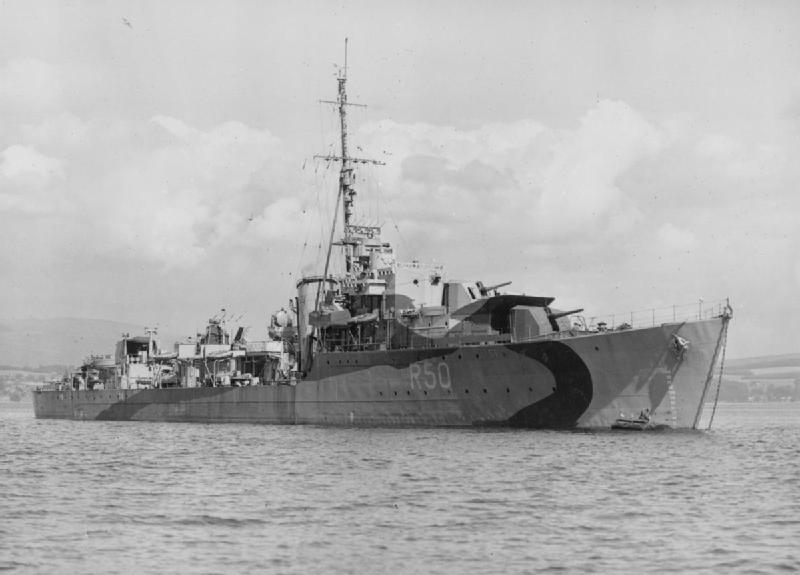
Эскадренный миноносец HMS Venus на якорной стоянке в августе 1943

От предыдущего типа 16 кораблей серий «V» и «U» отличались «арктическим» оборудованием. Иногда серии «S», «T», «V», «U» и «W» объединяют в один тип.

## Конструкция

### Архитектурный облик
Эсминцы этого типа отличались от Джервисов новыми одноорудийными артиллерийскими установками главного калибра с бо́льшим углом возвышения. Корпус от корпуса эсминцев типа J отличался, меньшим количеством иллюминаторов, носом как у «Трайблов» и транцевой кормой. Эсминцы имели одинарное дно.

### Энергетическая установка

#### Главная энергетическая установка
Главная энергетическая установка повторяла применённую на типе «Джервис» и включала в себя два трёхколлекторных Адмиралтейских котла с пароперегревателями и два одноступенчатых редуктора, четыре паровых турбины Парсонса. Две турбины (высокого и низкого давления) и редуктор составляли турбозубчатый агрегат. Размещение ГЭУ — линейное. Котлы размещались в изолированных отсеках, турбины — в общем машинном отделении, при этом были отделены от турбин водонепроницаемой переборкой.
Рабочее давление пара — 21,2 кгс/см² (20,5 атм.), температура — 332 °C(630 °F).

#### Электропитание
Напряжение сети 220 V. Электричество вырабатывали два турбогенератора мощностью по 155 кВт. Были так же два дизель-генератора по 50 кВт и один мощностью 10 кВт.

#### Дальность плавания и скорость хода
Проектная мощность составляла 40 000 л. с. при частоте вращения 350 об/мин, что должно было обеспечить скорость хода (при полной нагрузке) в 32 узла, максимальная скорость при стандартном водоизмещении должна была составить 36 узлов.
Сокращение количества орудий и уменьшение боекомплекта ГК, по сравнению с эсминцами типа J позволила разместить, вместо одного из носовых артиллерийских погребов, дополнительные ёмкости для топлива.
Запас топлива хранился в топливных танках, вмещавших 615 тонн мазута, что обеспечивало дальность плавания 4675 миль 20-узловым ходом.

### Мореходность
Корабли традиционно имели хорошую мореходность.

### Вооружение

#### Артиллерия главного калибра

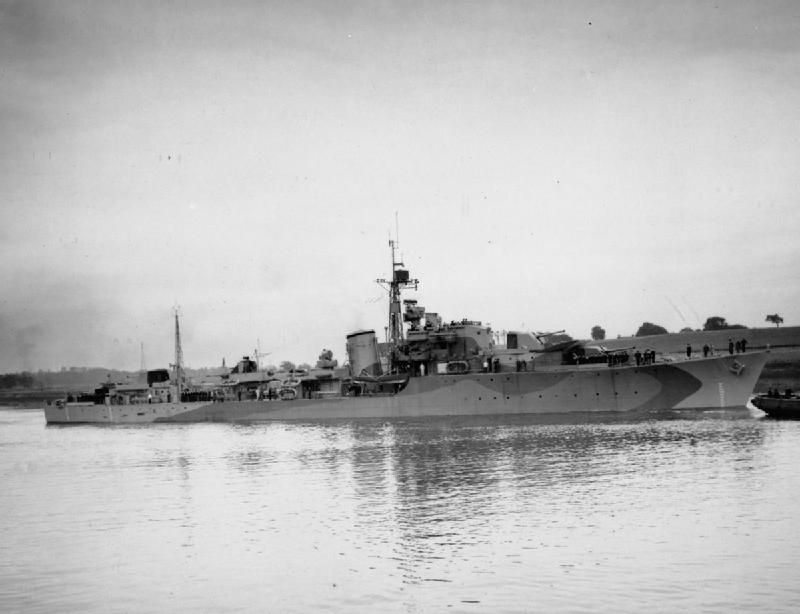
«Харди» в августе 1943

Артиллерия главного калибра (ГК) у эсминцев типа U: четыре 120-мм орудия Mark IX** с длиной ствола 45 калибров в установках CPXXII . Максимальный угол возвышения 55°, снижения 10°. Масса установки 11,77 тонны. Масса снаряда 22,7 кг, начальная скорость 807 м/с. Орудия обладали скорострельностью 10 — 12 выстрелов в минуту. Боезапас включал в себя 250 выстрелов на ствол.

#### Зенитное вооружение
Зенитное вооружение составляли 20-мм «эрликоны» и спаренный «Бофорс». Боезапас «Бофорса» составлял 1400 выстрелов на ствол. На всех эсминцах стояли 4 спаренных 20-мм «эрликонов». Боезапас составлял 2400 выстрелов на ствол.

#### Торпедное вооружение
Торпедное вооружение включало в себя два 533-мм четырёхтрубных торпедных аппарата Mk.IIIV. Торпеды Mk.IX состоявшие на вооружении с 1939 года имели максимальную дальность 11 000 ярдов (10 055 м) ходом 41 узел, имели начальную отрицательную плавучесть 332 кг. Боеголовка содержала 810 фунтов (367 кг) торпекса.

## Служба и модернизации

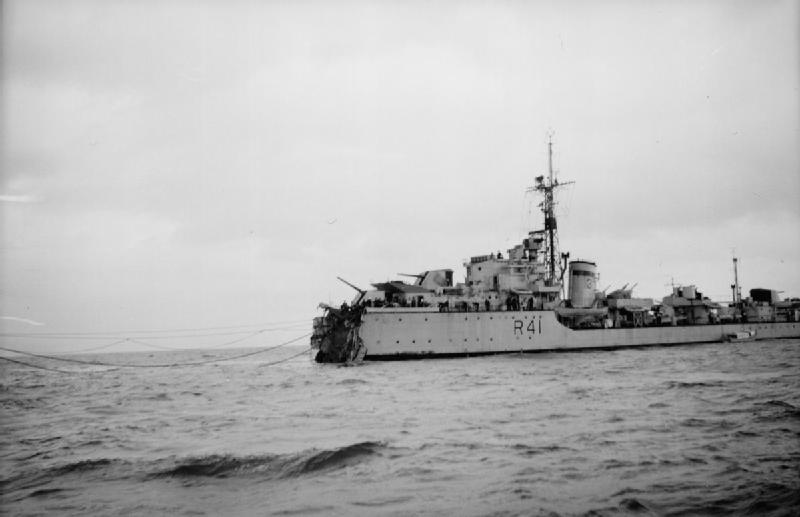
«Воляж» после инцидента в проливе Корфу в 1946 году

Проектом предусматривалась возможность снятия кормового орудия для увеличения числа БМБ до 8 и запаса ГБ — до 120 шт., однако на практике к подобной мере не прибегали. Запас ГБ составлял − 70 штук.
В ночь на 16 мая 1945 года идущий с грузом провизии на Андаманские острова «Хагуро» был атакован эсминцами «Сумарес», «Верулам», «Виджилент», «Венус» и «Вираго». Крейсеру удалось добиться попадания в первый из них, но затем его в левый борт поразили три торпеды Mk IX, и в течение примерно 40 минут он затонул. Погибло около 880 из 1200 человек экипажа. 26 флотилия совершила последнюю классическую ночную торпедную атаку.

## Список эсминцев типа
тип «U»:
- «Granville» — лидер флотилии (R97, СХ, 1.11.1941/12.10.1942/5.1943 — исключён из состава флота в 1978),
- «Ulster» (R83, СХ, 12.11.1941/9.11.1942/6.1943 — исключён из состава флота в 1977),
- «Ulysses» (R69, Кмл, 14.3.1942/22.4.1943/12.1943 — исключён из состава флота в 1962),
- «Ursa» (R22, Top, 2.5.1942/22.7.1943/3.1944 — исключён из состава флота в 1967),
- «Undaunted» (R53, Кмл, 8.9.1942/19.7.1943/ 3.1944 — исключён из состава флота в 1978),
- «Undine» (R42, Тор, 18.3.1942/1.6.1943/12.1943 —исключён из состава флота в 1965),
- «Urania» (R99, ВикАрм, 18.6.1942/19.5.1943/1.1944 —исключён из состава флота в 1971),
- «Urchin» (R05, ВикАрм, 28.3.1942/8.3.1943/9.1943 — исключён из состава флота в 1965).

тип «V»:
- «Hardy»- лидер флотилии (R08, ДжБр, 14.3.1942/18.3.1943/8.1943 — погиб 30.1.1944),
- «Vigilant» (R93, СХ, 31.1.1942/22.12.1942/9.1943 — исключён из состава флота в 1965),
- «Virago» (R75, СХ, 16.2.1942/4.2.1943/11.1943 — исключён из состава флота в 1965),
- «Venus» (R50, Фф, 12.2.1942/23.2.1943/8.1943 —исключён из состава флота в 1965),
- «Verulam» (R28, Фф, 26.1.1942/ 22.4.1943/12.1943 — исключён из состава флота в 1970),
- «Valentine» (R17, ДжБр, 8.10.1942/2.9.1943/2.1944 — исключён из состава флота в 1970),
- «Vixen» (R64, У, 31.10.1942/14.9.1943/2.1944 —исключён из состава флота в 1964),
- «Volage» (R41, У, 31.12.1942/15.12.1943/5.1944 — исключён из состава флота в 1965).

## Оценка проекта
Характерными признаками британских эсминцев были мореходность, простота конструкции, умеренные размеры, надёжность всех механизмов и приборов, наличием гидролокационной станции и мощное противолодочным вооружением. В остальном, ничего оригинального
| ТТХ эсминцев                         |                             |                             |                             |                  |                                    |                                         |                  |
| Тип                                  | «U»                         | «S»                         | типа «Сольдати» (2-я серия) | «Бристоль»       | тип 1936A                          | проекта 7-У                             | «Югумо»          |
| Построено единиц                     | 16                          | 16                          | 19                          | 48               | 8                                  | 18                                      | 19               |
| Размерения Д×Ш×О, м                  | 110,6×10,9×4,1              | 110,6×10,9×4,1              | 106,7×10,2×3,58             | 106,2×11,0×4,01  | 127×12,0×4,6                       | 112,0×10,2×4,1                          | 118,5×10,8×3,76  |
| Водоизмещение, стандартное/полное, т | 1780/2510                   | 1710/2440                   | 1715/2290                   | 1838/2572        | 2562/3548                          | 1824/2366                               | 2077/2520        |
| Артиллерия ГК                        | 120-мм/45 — 4×1             | 120-мм/45 — 4×1             | 120-мм/50 — 2×2,1×1         | 127-мм/38 — 4×1  | 150-мм/45 — 4×1                    | 130-мм/50 — 4×1                         | 127-мм/50 — 3×2  |
| Зенитная артиллерия                  | 40-мм/56 — 1×2, 20-мм — 4×2 | 40-мм/56 — 1×2, 20-мм — 4×2 | 13,2-мм — 12 (4×2), (4×1)   | 20-мм — 6×1      | 37-мм — 2 × 2, 20-мм/65 — 1×4, 2×1 | 76-мм — 2×1, 45-мм — 3×1, 12,7-мм — 4×1 | 25-мм — 2×2      |
| Торпедное вооружение                 | 2 × 4 — 533-мм              | 2 × 4 — 533-мм              | 2 × 3 — 533-мм              | 1 × 5 — 533-мм   | 2 × 4 — 533-мм                     | 2 × 3 — 533-мм                          | 2 × 4 — 610-мм   |
| Противолодочное вооружение           | ГЛ «Асдик», 70 ГБ           | ГЛ «Асдик», 70 ГБ           | 2 БМБ                       | ГЛ «QC», 62 ГБ   | ГЛ «S-Gerat» 32 ГБ                 | 25 ГБ                                   | 18 ГБ            |
| Энергетическая установка             | ПТ, 40 000 л. с.            | ПТ, 40 000 л. с.            | ПТ, 48 000 л. с.            | ПТ, 50 000 л. с. | ПТ, 70 000 л. с.                   | ПТ, 60 000 л. с.                        | ПТ, 52 000 л. с. |
| Максимальная скорость, узлов         | 36                          | 36                          | 38                          | 35               | 37                                 | 38                                      | 35,5             |
| Дальность плавания, морские мили     | 4675 на 20 узлах            | 4675 на 20 узлах            | 2200 на 20 узлах            | 3630 на 20 узлах | 2085 на 19 узлах                   | 1490 на 17,8 узла                       | 5000 на 18 узлах |